# Rikako Ikee
Rikako Ikee (池 江 璃 花子, Ikee Rikako, / ˈriːkəkoʊ ɪˈkeɪ /, japonès: [ikee ɾiꜜkako]) (4 de juliol de 2000) és una nedadora japonesa. Té el rècord nacional del seu país en 50 metres lliures i 100 metres papallona i és la rècord mundial júnior en proves de 50 metres lliures i 50 metres papallona, de 50 i 100 metres papallona i de 100 metres estils individual en distància curta. Als Jocs Asiàtics del 2018 va guanyar sis medalles d'or i dues de plata.

## Trajectòria esportiva

### Primers triomfs
Ikee va guanyar les medalles d'or en les proves de 50 i 100 metres papallona al Campionat Mundial de Natació Júnior FINA 2015 a Singapur, batent el rècord de campionats en cadascuna d'elles. També va guanyar la medalla de plata als 50 metres lliures i va acabar quarta als 100 metres lliures.
El mateix 2015 va nedar al Campionat del món de natació, on va acabar 19a als 50 metres papallona i va perdre la classificació per a semifinals en 0,17 s. En el relleu de 4 × 200 metres lliures, Ikee i els seus companys van arribar a la final i van acabar en setena posició.
A la Copa del Món de 2015 de Tòquio, Ikee va batre el rècord sènior japonès de 100 metres papallona amb un temps de 57,56 i el rècord mundial júnior de 50 metres papallona el 26,17 (tots dos de llarga distància). Va guanyar la medalla d'or en les dues proves, així com en els 100 metres lliures.
L'any 2016 Ikee va batre el rècord nacional de 100 metres lliures a la Copa Kitajima de Tòquio, nedant-los en 53,99 s. Aquest rècord va ser batut a l'abril d'aquell any per Miki Uchida. Al febrer va batre el rècord nacional de 50 metres lliures amb un temps de 24.74 s, a l'Open de Konami que es va celebrar al Centre Internacional de Natació Tatsumi de Tòquio. Això també va significar batre el rècord mundial junior.

### Jocs d'estiu 2016
A les proves olímpiques de Tòquio de l'abril, Ikee va millorar lleugerament el seu rècord nacional de 100 m papallona fins als 57,55 s. Així, es va classificar per nedar en quatre proves individuals (50 metres lliures, 100 metres lliures, 200 metres lliures i 100 metres papallona) i tres proves de relleus (relleu de 4 × 100 metres lliures, 4 × 200 metres de relleu lliure i 4 × 100 metres estils) als Jocs Olímpics d'estiu 2016 de Rio de Janeiro.
A la prova dels 100 m papallona va batre el seu rècord nacional amb un temps de 57,27 s. A les semifinals va millorar-lo encara més, fins a 57.05 s, i a la final va tornar a quedar sisena amb 56.86 s. Va acabar 21a als 200 m lliures.

### 2018 Jocs asiàtics
Als Jocs Asiàtics de 2018 a Indonèsia, Ikee es va convertir en la primera nedadora en guanyar sis medalles d'or en un sol joc asiàtic. També en va guanyar dues de plata. En tornar al Japó va saber que havia guanyat el premi al jugador més valuós del torneig, el primer per a una atleta femenina als Jocs, i va tornar a Indonèsia per recollir el trofeu i el premi en metàl·lic.

### Leucèmia
Ikee es va sentir malalta durant un camp d'entrenament de tres setmanes a Austràlia a principis de febrer del 2019 i va marxar abans per tornar al Japó i ser examinada. El 12 de febrer d'aquell any Ikee va publicar un missatge a Twitter en què anunciava que li havien diagnosticat leucèmia.